# Idioma usku
El usku o afra es una lengua papú casi extinta y pobremente documentada hablada por solo unas veinte personas, la mayoría adultos, en la aldea de Usku en Irian Jaya en Indonesia. S. Wurm (1975) la clasificó como rama independiente de las lenguas trans-neoguineanas, aunque M. Ross (2005) no encontró evidencia adecuada para clasificarla de esa manera y la dejó pendiente de clasificación.